# Brisa (canção)
"Brisa" é uma canção da cantora brasileira Iza, lançada em 18 de abril de 2019 pela gravadora Warner Music Brasil. A faixa também faz parte da trilha da novela Bom Sucesso. "Brisa" recebeu um remix oficial produzido por Ruxell, lançado em 14 de abril de 2020.

## Composição
De acordo com Iza, "Brisa" "foi uma música que fizemos no início do ano e que eu já estava louca para mostrar pra todo mundo. Não foi pensando em uma nova era, mas posso dizer que ela com certeza faz parte de uma sonoridade que eu tenho escutado muito ultimamente". A faixa surgiu de um período de repouso que a artista passou em casa, no início de 2019, após operar o joelho. "Tenho escutado muita coisa jamaicana, muita música nigeriana, afrobeat, afrojazz, umas coisas bem diferentes, e - claro - reggae, que é uma coisa que eu escuto desde muito nova. Isso tem me inspirado muito a misturar essas sonoridades com coisas que eu já amo fazer no pop", disse ela. A cantora disse em entrevista que a letra não é sobre o uso de maconha, dizendo que não foi a intenção de passar tal mensagem, explicando: "Não estou falando de maconha, estou falando de brisa, de positividade. Cada um entende da forma que quiser. Como que você fica numa boa". Apesar disso, disse não ver problema algum cantar sobre o tema, afirmando ser "zero tabu falar sobre isso". Sobre como foi trabalhar na músíca com seu marido, o produtor musical Sérgio Santos, ela disse: "De vez em quando criamos canções juntos... Nunca  fui tão feliz".

## Videoclipe
Dirigido por Felipe Sassi, o videoclipe de "Brisa" conta com Iza em um navio pirata no meio do oceano, e cenas dela dançando na praia, as cores dos figurinos fazem referência ao reggae. nesse clipe também, Iza mostra que sabe tocar saxofone, fazendo isso em algumas partes do clipe

## Apresentações
A primeira performance televisionada da canção aconteceu no programa Só Toca Top, da Rede Globo. Iza apresentou a música no Prêmio Multishow de Música Brasileira ao lado de Ivete Sangalo.

## Prêmios e indicações
| Ano  | Prêmio                   | Indicação              | Resultado |
| ---- | ------------------------ | ---------------------- | --------- |
| 2019 | Prêmio Jovem Brasileiro  | Clipe Bombástico       | Venceu    |
| 2019 | Meus Prêmios Nick        | Hit Nacional           | Indicado  |
| 2019 | PopTime Awards           | Música Nacional do Ano | Venceu    |
| 2019 | Women Music Event Awards | Melhor Videoclipe      | Venceu    |

## Desempenho nas tabelas musicais
| Tabela musical (2019)         | Melhor posição |
| ----------------------------- | -------------- |
| (Brasil Hot 100 Airplay)      | 48             |
| (Billboard Hot Pop & Popular) | 1              |
| (Top 50 streaming mensal)     | 41             |